# Киммерийские переправы

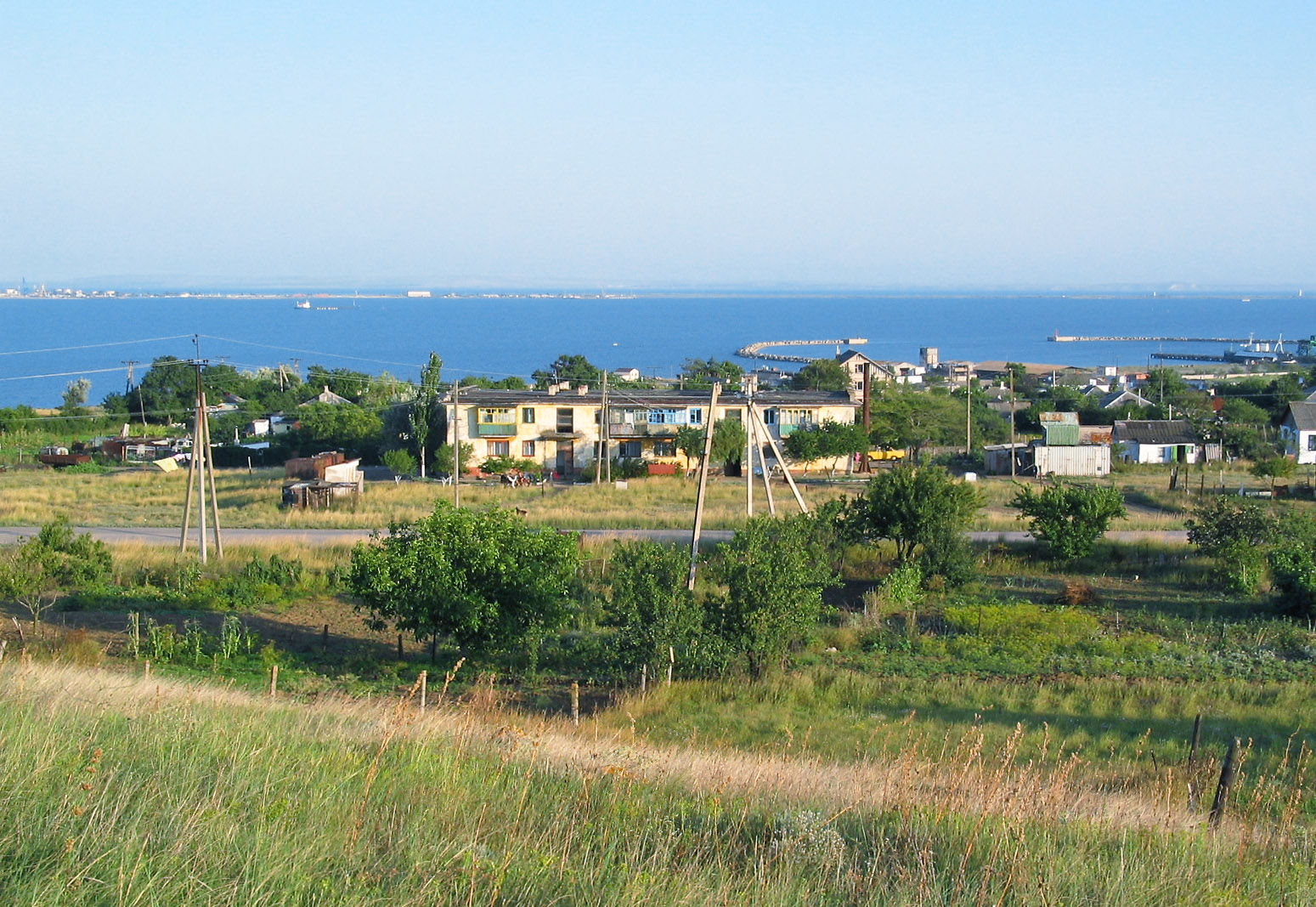
Вид на Керченский пролив в посёлке Жуковка (Порфмий)

Киммерийские переправы — переправы через Боспор Киммерийский (Керченский пролив) дважды упомянутые Геродотом, и оба раза — во множественном числе, что дает основания для предположения, что переправ через пролив было несколько.
Названы они в честь киммерийцев, которые ко времени знакомства греков с Боспором в V веке до н. э. считались народом вымершим. По мнению исследователя М. В. Скржинской, киммерийская топонимика на Боспоре возникла в доколонизационный период в среде скифов, у которых греки заимствовали ряд названий. На переправах находился город Порфмий, в настоящее время его общепринятая локализация посёлок Жуковка.
Физически существование переправ связано с Фанагорийской регрессией, когда уровень Черного моря упал на 5-6 м. Керченский пролив был уже и мелководнее.
Переправы неоднократно получали наименование по народу, от которого вновь прибывшие узнавали об их существовании (так, в Средние века здесь были Хазарские переправы).